# Rajkumari Amrit Kaur
Rajkumari Amrit Kaur (in hindī राजकुमारी अमृत कौर; Lucknow, 2 febbraio 1889 – Nuova Delhi, 6 febbraio 1964) è stata una politica e attivista indiana.

## Biografia
Rajkumari Amrit Kaur nacque da Harnam Singh, figlio del governatore del Kapurthala Jagatjit Singh, e da Rani Harnam Singh, figlia di un cristiano bengalese. Nonostante suo padre avesse perso il suo diritto al trono per via della conversione al cristianesimo, la famiglia occupò le più importanti cariche dell'amministrazione britannica.
Amrit Kaur fu mandata a studiare alla Sherborne School for Girls nel Dorset, poi dopo un breve soggiorno a Londra si iscrisse all'Università di Oxford, senza tuttavia sostenere alcun esame. Tornò in India e visse nel Jalandhar con i suoi genitori senza mai sposarsi. Grazie ai contatti della sua famiglia con alcuni esponenti del movimento indipendentista indiano come Gopal Krishna Gokhale, Amrit Kaur venne a conoscenza delle idee di Gandhi e decise di mettersi al servizio della sua nazione. Nel 1936 si unì all'Āśrama di Sevagram assieme al Mahatma e lavorò come sua segretaria. Per quanto il loro rapporto fosse molto stretto, Amrit Kaur mantenne sempre una certa indipendenza di pensiero e continuò a vivere nella residenza di famiglia a Shimla. Fu membro del Consiglio dei fiduciari dell'All-India Spinners' Association e dell'Hindustani Talim Sangh, due istituzioni fondate da Gandhi stesso.
In difesa dei diritti delle donne, Amrit Kaur si oppose alla poligamia, alla purdah e ai matrimoni precoci, sostenendo invece l'istruzione femminile. Fu membro fondatore dell'All-India Women's Conference (AIWC) e dell'All-India Women's Education Fund Association e contribuì alla nascita del Lady Irwin College di Nuova Delhi. Nel 1933 si espresse al parlamento britannico in qualità di membro di una commissione selezionata e si oppose al Communal Award e alla separazione dell'elettorato sia per le donne che per i comuni cittadini. Assieme alle attiviste Muthulakshmi Reddy e Begum Hamida Ali sottopose al parlamento britannico le rivendicazioni delle donne indiane, nonché strinse alleanze con altri gruppi femministi britannici, il ché portò alla nascita del Liaison Group of Women's Societies nel 1922.
Amrit Kaur fu membro di una sottocommissione dell'AIWC che formulò la carta dei diritti delle donne nel 1946 e si oppose alla tutela delle minoranze religiose e alla propaganda della Lega Musulmana Panindiana negli anni 1946-47, sostenendo che la libertà religiosa dovesse essere garantita solo a livello di credo personale. Riguardo alle riforme sociali fu impegnata nell'istituzione di un codice civile che riformulava le leggi sul matrimonio, sull'eredità, sul divorzio e sulla tutela. Prese parte alla delegazione indiana dell'UNESCO a Londra (1945) e a Parigi (1946).
Sul piano politico aderì al Congresso Nazionale Indiano, per la cui propaganda fu arrestata a Bannu e condannata a una multa di 50 rupie. Nel 1942 fu coinvolta nel movimento Quit India, venne nuovamente arrestata e detenuta nel carcere di Ambala fino alla sua messa agli arresti domiciliari per via delle precarie condizioni di salute. Divenne il primo ministro della salute dell'India indipendente, incarico che ricoprì fino al 1957, dopodiché fu membro del Rajya Sabha.
Uno dei più importanti traguardi del suo dicastero fu l'istituzione del prestigioso All-India Institute of Medical Science di Nuova Delhi. Presiedette la Croce Rossa Indiana per 14 anni e fu eletta presidente della Conferenza del Comitato internazionale della Croce Rossa a Nuova Delhi nel 1957. Per quattro volte guidò la delegazione indiana dell'Assemblea mondiale della sanità e contribuì all'istituzione di un capitolo locale dell'Organizzazione mondiale della sanità per il Sud-est asiatico, che venne diretto da lei nel 1948. Fu la prima donna e il primo cittadino asiatico a presiedere l'Assemblea mondiale della sanità nel 1950 e fu membro onorario dell'American Public Health Association.
Appassionata di sport, Amrita Kaur contribuì alla fondazione del National Sports Club of India, che presiedette dal 1948 al 1959, e fu per diversi anni vicepresidente dell'All-India Council of Sports. Fu anche presidente dell'All-India Lawn Tennis Association (1954-9) e della Federazione indiana di tennistavolo (1955-61).

## Riconoscimenti
Per il suo attivismo vinse il Premio René Sand dell'International Federation of Social Workers a Roma, nonché diverse medaglie d'oro Bernadotte di diverse leghe della Croce Rossa in Europa.